# Megachile pseudomonticola
Megachile pseudomonticola is een vliesvleugelig insect uit de familie Megachilidae. De wetenschappelijke naam van de soort is voor het eerst geldig gepubliceerd in 1925 door Hedicke.